# Yak (groupe)
Yak est un groupe anglais de rock alternatif formé en 2014 se composant du chanteur-guitariste Oliver Henry Burslem, du bassiste Vincent Davies et du batteur Elliot Rawson.
Le groupe a publié son premier album Alas Salvation en mai 2016. Le bassiste du groupe, Andy Jones, a quitté le groupe au début de 2017. Ils ont sorti leur deuxième album, Pursuit of Momentary Happiness, en février 2019.

## Biographie
Burslem et Jones son amis d'enfance et se connaissent depuis l'âge de cinq ans . Ils étaient auparavant membres du groupe de Wolverhampton,, ]et on sorti leur premier single "People" en 2007 via "1965 Records". Le single "Ramshackle Of A Rave" sort l'année suivante sur Union Mills Records . Un EP "This Ain't No Mardi Gras" est sorti au Japon fin 2008 avant la scission du groupe. Burslem et Jones ont ensuite formé le groupe INTL avec les futurs membres de Splashh, Toto Vivian et Tom Beal. En 2013, Burslem a effectué une tournée aux États-Unis avec Peace, qui remplace temporairement le guitariste Douglas Castle.

## Membres
Yak comprend 3 membres :
- Oliver Henry Burslem - chant, guitare
- Vincent Davies - basse
- Elliot Rawson - batterie

Ancien membre
- Andy Jones – basse

## Discographie

### Albums studio
- 2016 : Alas Salvation

1. Victorious (National Anthem)
2. Hungry Heart
3. Use Somebody
4. (Interlude I)
5. Roll Another
6. Curtain Twitcher
7. Take It
8. Harbour The Feeling
9. Alas Salvation
10. Smile
11. Doo Wah
12. (Interlude II)
13. Please Don't Wait For Me
14. All You Need Is A Stranger

- 2019 : Pursuit of Momentary Happiness

1. Bellyache
2. Fried
3. Pursuit of Momentary Happiness
4. Words Fail Me
5. Blinded by the Lies
6. Interlude
7. White Male Carnivore
8. Pay Off vs. The Struggle
9. Encore
10. Layin' It on the Line
11. This House Has No Living Room (feat. J. Spaceman)

### Singles
- "Hungry Heart" (Février 2015), Fat Possum Records
- "Plastic People" (Mai 2015), Fat Possum Records
- "No" (Septembre 2015), Third Man Records
- "Harbour the feeling", Octopus Electrical
- "Heavens Above" (Octobre 2016), Octopus Electrical
- "All I Need Is Some Sunshine In My Life" (Octobre 2017), Yala! Records
- "White Male Carnivore" (Aout 2018), Virgin EMI